# Eintracht Frankfurt 1979-1980
Questa voce raccoglie le informazioni riguardanti l'Eintracht Frankfurt nelle competizioni ufficiali della stagione 1979-1980.

## Stagione
Nella stagione 1979-1980 l'Eintracht Francoforte, allenato da Friedel Rausch, concluse il campionato di Bundesliga al 9º posto. In Coppa di Germania l'Eintracht Francoforte fu eliminato agli ottavi di finale dallo Stoccarda. In Coppa UEFA l'Eintracht Francoforte perse la finale con dal Borussia M'gladbach.

## Rosa
| N. |                     | Ruolo | Calciatore        |
| -- | ------------------- | ----- | ----------------- |
|    | Germania (bandiera) | P     | Klaus Funk        |
|    | Germania (bandiera) | P     | Jürgen Pahl       |
|    | Germania (bandiera) | D     | Horst Ehrmantraut |
|    | Germania (bandiera) | D     | Rigobert Gruber   |
|    | Germania (bandiera) | D     | Charly Körbel     |
|    | Germania (bandiera) | D     | Helmut Müller     |
|    | Germania (bandiera) | D     | Willi Neuberger   |
|    | Austria (bandiera)  | D     | Bruno Pezzey      |
|    | Germania (bandiera) | D     | Peter Reichel     |
|    | Germania (bandiera) | D     | Wolfgang Trapp    |
|    | Germania (bandiera) | D     | Claus-Peter Zick  |
|    | Germania (bandiera) | C     | Michael Blättel   |
|    | Germania (bandiera) | C     | Jürgen Grabowski  |

| N. |                          | Ruolo | Calciatore        |
| -- | ------------------------ | ----- | ----------------- |
|    | Germania (bandiera)      | C     | Werner Lorant     |
|    | Germania (bandiera)      | C     | Stefan Lottermann |
|    | Germania (bandiera)      | C     | Norbert Nachtweih |
|    | Germania (bandiera)      | C     | Bernd Nickel      |
|    | Germania (bandiera)      | A     | Ronny Borchers    |
|    | Corea del Sud (bandiera) | A     | Cha Bum-kun       |
|    | Germania (bandiera)      | A     | Helmut Gulich     |
|    | Germania (bandiera)      | A     | Bernd Hölzenbein  |
|    | Germania (bandiera)      | A     | Harald Karger     |
|    | Germania (bandiera)      | A     | Michael Künast    |
|    | Germania (bandiera)      | A     | Christian Peukert |
|    | Germania (bandiera)      | A     | Fred Schaub       |

## Organigramma societario
Area tecnica
- Allenatore: Friedel Rausch
- Allenatore in seconda: Dieter Stinka
- Preparatore dei portieri:
- Preparatori atletici:

## Calciomercato

### Sessione estiva
| Acquisti | Acquisti          | Acquisti          | Acquisti |
| R.       | Nome              | da                | Modalità |
| -------- | ----------------- | ----------------- | -------- |
| A        | Cha Bum-kun       | Darmstadt         |          |
| D        | Horst Ehrmantraut | Homburg           |          |
| P        | Klaus Funk        | Stoccarda         |          |
| C        | Stefan Lottermann | Kickers Offenbach |          |

| Cessioni | Cessioni       | Cessioni             | Cessioni |
| R.       | Nome           | a                    | Modalità |
| -------- | -------------- | -------------------- | -------- |
| C        | Dieter Allig   | Wuppertal            |          |
| A        | Rudolf Elsener | Zurigo               |          |
| P        | Jupp Koitka    | Rot-Weiß Lüdenscheid |          |
| C        | Wolfgang Kraus | Bayern Monaco        |          |
| D        | Uwe Weigert    | FSV Francoforte      |          |
| A        | Rüdiger Wenzel | Fortuna Düsseldorf   |          |

### Sessione invernale
| Acquisti | Acquisti | Acquisti | Acquisti |
| R.       | Nome     | da       | Modalità |
| -------- | -------- | -------- | -------- |

| Cessioni | Cessioni | Cessioni | Cessioni |
| R.       | Nome     | a        | Modalità |
| -------- | -------- | -------- | -------- |

## Risultati

### Bundesliga

#### Girone di andata
| Arbitro: | Roth |

|  |           |          |
|  | Marcatori | 21’ Vöge |

| Arbitro: | Redelfs |

|            |           |                                  |
| Allofs 35’ | Marcatori | 23’ Neuberger 31’, 85’ Nachtweih |

| Arbitro: | Horstmann |

|                        |           |  |
| Hölzenbein 49’ Cha 52’ | Marcatori |  |

| Arbitro: | Eschweiler |

|                       |           |                             |
| Worm 25’ Popivoda 78’ | Marcatori | 32’ Cha 47’, 73’ Hölzenbein |

| Arbitro: | Walz |

|                               |           |  |
| Pezzey 22’ Körbel 42’ Cha 80’ | Marcatori |  |

| Arbitro: | Meuser |

|            |           |  |
| Fischer 5’ | Marcatori |  |

| Arbitro: | Luca |

|                            |           |                 |
| Pezzey 35’ Karger 69’, 77’ | Marcatori | 31’, 72’ Buljan |

| Arbitro: | Hontheim |

|                                                      |           |           |
| Nielsen 11’ Lienen 27’ Nickel 37’ (rig.) Wohlers 88’ | Marcatori | 2’ Müller |

| Arbitro: | Joos |

|                                  |           |                             |
| Körbel 67’ Nickel 70’ Karger 78’ | Marcatori | 18’ Horsmann 61’ Rummenigge |

| Arbitro: | Assenmacher |

|            |           |  |
| Remark 82’ | Marcatori |  |

| Arbitro: | Brückner |

|                                                              |           |  |
| Cha 23’ Nickel 24’ Körbel 36’ Karger 51’ Hölzenbein 83’, 86’ | Marcatori |  |

| Arbitro: | Gabor |

|  |           |                |
|  | Marcatori | 65’ Hölzenbein |

| Arbitro: | Treib |

|                 |           |  |
| Abel 80’ (rig.) | Marcatori |  |

| Arbitro: | Niemann |

|                         |           |  |
| Cha 26’, 79’ Karger 44’ | Marcatori |  |

| Arbitro: | Uhlig |

|                                        |           |                                         |
| Dreßel 4’, 38’ Bracht 54’ Reinders 57’ | Marcatori | 22’ Karger 44’ Lottermann 65’ Nachtweih |

| Arbitro: | Horeis |

|                             |           |  |
| Borchers 51’ Lottermann 85’ | Marcatori |  |

| Arbitro: | Waltert |

|               |           |                |
| Bitz 21’, 75’ | Marcatori | 81’ Hölzenbein |

#### Girone di ritorno
| Arbitro: | Linn |

|  |           |                |
|  | Marcatori | 50’ Hölzenbein |

| Arbitro: | Gabor |

|            |           |                    |
| Karger 38’ | Marcatori | 2’ Allofs 82’ Zewe |

| Arbitro: | Eschweiler |

|                                      |           |                      |
| Müller 49’ Klotz 55’ Kelsch 57’, 58’ | Marcatori | 39’ Borchers 80’ Cha |

| Arbitro: | Hennig |

|                                                                              |           |                           |
| Pezzey 25’ Cha 38’ Nachtweih 45’ Nickel 51’ Hölzenbein 62’, 63’ Borchers 82’ | Marcatori | 30’ Trimhold 73’ Eggeling |

| Arbitro: | Horstmann |

|                |           |                |
| Szech 15’, 84’ | Marcatori | 48’ Hölzenbein |

| Arbitro: | Roth |

|                                  |           |                         |
| Karger 59’ Cha 80’ Nachtweih 82’ | Marcatori | 37’ Drexler 52’ Fischer |

| Arbitro: | Engel |

|                                                     |           |  |
| Hrubesch 7’, 86’ Kaltz 25’ Milewski 29’ Reimann 30’ | Marcatori |  |

| Arbitro: | Heitmann |

|                                                        |           |                        |
| Borchers 1’ Nachtweih 7’ Körbel 44’ Cha 83’ Karger 86’ | Marcatori | 41’ Hannes 43’ Bödeker |

| Arbitro: | Hennig |

|                                |           |  |
| Lorant 32’ (aut.) Horsmann 45’ | Marcatori |  |

| Arbitro: | Uhlig |

|  |           |                                                    |
|  | Marcatori | 25’, 55’ Agerbeck 39’ Toppel 50’ (rig.) Diefenbach |

| Arbitro: | Horeis |

|             |           |  |
| Steiner 44’ | Marcatori |  |

| Arbitro: | Brückner |

|                                     |           |                                                  |
| Nickel 6’ Cha 18’ Lorant 58’ (rig.) | Marcatori | 19’, 90’ Wendt 65’, 68’ Briegel 88’ (rig.) Neues |

| Arbitro: | Hontheim |

|  |           |            |
|  | Marcatori | 55’ Kaczor |

| Arbitro: | Meuser |

|                         |           |                           |
| Neumann 4’ Schuster 21’ | Marcatori | 43’ Cha 87’ (rig.) Nickel |

| Arbitro: | Eschweiler |

|                                      |           |                             |
| Nachtweih 56’ Künast 77’ Peukert 90’ | Marcatori | 41’ (rig.) Röber 53’ Dreßel |

| Arbitro: | Quindeau |

|                             |           |                           |
| Funkel 8’, 48’ Mattsson 45’ | Marcatori | 69’ Lottermann 85’ Nickel |

| Arbitro: | Burgers |

|                  |           |            |
| Zander 7’ (aut.) | Marcatori | 56’ Senzen |

### Coppa di Germania
| Arbitro: | Nickel |

|                                                                 |           |           |
| Hölzenbein 6’, 43’, 88’ Lottermann 12’ Grabowski 13’ Nickel 75’ | Marcatori | 83’ Bayer |

| Arbitro: | Joos |

|             |           |                                                |
| Seubert 80’ | Marcatori | 9’ Lorant 59’ Karger 70’ Hölzenbein 71’ Nickel |

| Arbitro: | Nickel |

|                        |           |  |
| Pezzey 4’ Borchers 65’ | Marcatori |  |

| Arbitro: | Redelfs |

|                               |           |                             |
| Volkert 60’ Ohlicher 67’, 69’ | Marcatori | 28’ Hölzenbein 41’ Borchers |

### Coppa UEFA
| Arbitro: | Agnolin |

|            |           |         |
| Harper 53’ | Marcatori | 13’ Cha |

| Arbitro: | Castillo |

|                |           |  |
| Hölzenbein 50’ | Marcatori |  |

| Arbitro: | Foote |

|                                  |           |  |
| Mulţescu 20’ (rig.) Augustin 88’ | Marcatori |  |

| Arbitro: | Fredriksson |

|                                   |           |  |
| Cha 73’ Hölzenbein 90’ Nickel 93’ | Marcatori |  |

| Arbitro: | Hunting |

|                                              |           |             |
| Cha 20’ Nickel 30’ Müller 55’ Lottermann 58’ | Marcatori | 86’ Stafleu |

| Arbitro: | Vautrot |

|            |           |  |
| Peters 89’ | Marcatori |  |

| Arbitro: | Farrell |

|                                                       |           |           |
| Nachtweih 13’ Lorant 44’ (rig.) Nickel 51’ Karger 72’ | Marcatori | 31’ Horný |

| Arbitro: | Amundsen |

|                                   |           |                          |
| Horný 10’ Kotásek 89’ Kopenec 90’ | Marcatori | 18’ Karger 77’ Neuberger |

| Arbitro: | Pádár |

|                                |           |  |
| Hoeneß 50’ Breitner 76’ (rig.) | Marcatori |  |

| Arbitro: | McGinlay |

|                                                      |           |               |
| Pezzey 31’, 87’ Karger 103’, 107’ Lorant 118’ (rig.) | Marcatori | 105’ Dremmler |

| Arbitro: | Muro |

|                             |           |                           |
| Kulik 37’, 88’ Matthäus 77’ | Marcatori | 45’ Karger 71’ Hölzenbein |

| Arbitro: | Ponnet |

|            |           |  |
| Schaub 81’ | Marcatori |  |

## Statistiche

### Statistiche di squadra
| Competizione      | Punti | In casa | In casa | In casa | In casa | In casa | In casa | In trasferta | In trasferta | In trasferta | In trasferta | In trasferta | In trasferta | Totale | Totale | Totale | Totale | Totale | Totale | DR  |
| Competizione      | Punti | G       | V       | N       | P       | Gf      | Gs      | G            | V            | N            | P            | Gf           | Gs           | G      | V      | N      | P      | Gf     | Gs     | DR  |
| ----------------- | ----- | ------- | ------- | ------- | ------- | ------- | ------- | ------------ | ------------ | ------------ | ------------ | ------------ | ------------ | ------ | ------ | ------ | ------ | ------ | ------ | --- |
| Bundesliga        | 32    | 17      | 11      | 1       | 5       | 45      | 26      | 17           | 4            | 1            | 12           | 20           | 35           | 34     | 15     | 2      | 17     | 65     | 61     | +4  |
| Coppa di Germania | -     | 2       | 2       | 0       | 0       | 8       | 1       | 2            | 1            | 0            | 1            | 6            | 4            | 4      | 3      | 0      | 1      | 14     | 5      | +9  |
| Coppa UEFA        | -     | 6       | 6       | 0       | 0       | 18      | 3       | 6            | 0            | 1            | 5            | 5            | 12           | 12     | 6      | 1      | 5      | 23     | 15     | +8  |
| Totale            | 32    | 25      | 19      | 1       | 5       | 71      | 30      | 25           | 5            | 2            | 18           | 31           | 51           | 50     | 24     | 3      | 23     | 102    | 81     | +21 |

### Andamento in campionato
| Giornata  | 1  | 2 | 3 | 4 | 5 | 6 | 7 | 8 | 9 | 10 | 11 | 12 | 13 | 14 | 15 | 16 | 17 | 18 | 19 | 20 | 21 | 22 | 23 | 24 | 25 | 26 | 27 | 28 | 29 | 30 | 31 | 32 | 33 | 34 |
| --------- | -- | - | - | - | - | - | - | - | - | -- | -- | -- | -- | -- | -- | -- | -- | -- | -- | -- | -- | -- | -- | -- | -- | -- | -- | -- | -- | -- | -- | -- | -- | -- |
| Luogo     | C  | T | C | T | C | T | C | T | C | T  | C  | T  | T  | C  | T  | C  | T  | T  | C  | T  | C  | T  | C  | T  | C  | T  | C  | T  | C  | C  | T  | C  | T  | C  |
| Risultato | P  | V | V | V | V | P | V | P | V | P  | V  | V  | P  | V  | P  | V  | P  | V  | P  | P  | V  | P  | V  | P  | V  | P  | P  | P  | P  | P  | N  | V  | P  | N  |
| Posizione | 14 | 8 | 3 | 2 | 1 | 4 | 2 | 5 | 3 | 4  | 3  | 3  | 4  | 3  | 4  | 3  | 5  | 4  | 4  | 7  | 5  | 7  | 5  | 6  | 6  | 6  | 7  | 8  | 8  | 9  | 9  | 8  | 10 | 9  |

Legenda:

Luogo: C = Casa; T = Trasferta. Risultato: V = Vittoria; N = Pareggio; P = Sconfitta.

### Statistiche dei giocatori
| Giocatore      | Bundesliga | Bundesliga | Bundesliga  | Bundesliga | Coppa di Germania | Coppa di Germania | Coppa di Germania | Coppa di Germania | Coppa UEFA | Coppa UEFA | Coppa UEFA  | Coppa UEFA | Totale   | Totale | Totale      | Totale     |
| Giocatore      | Presenze   | Reti       | Ammonizioni | Espulsioni | Presenze          | Reti              | Ammonizioni       | Espulsioni        | Presenze   | Reti       | Ammonizioni | Espulsioni | Presenze | Reti   | Ammonizioni | Espulsioni |
| -------------- | ---------- | ---------- | ----------- | ---------- | ----------------- | ----------------- | ----------------- | ----------------- | ---------- | ---------- | ----------- | ---------- | -------- | ------ | ----------- | ---------- |
| M. Blättel     | 1          | 0          | 0           | 0          | 0                 | 0                 | 0                 | 0                 | 0          | 0          | 0           | 0          | 1        | 0      | 0           | 0          |
| R. Borchers    | 28         | 4          | 0           | 0          | 4                 | 2                 | 0                 | 0                 | 9          | 0          | 2           | 0          | 41       | 6      | 2           | 0          |
| B. Cha         | 31         | 12         | 0           | 0          | 4                 | 0                 | 1                 | 0                 | 11         | 3          | 1           | 0          | 46       | 15     | 2           | 0          |
| H. Ehrmantraut | 13         | 0          | 0           | 0          | 1                 | 0                 | 0                 | 0                 | 4          | 0          | 0           | 0          | 18       | 0      | 0           | 0          |
| K. Funk        | 25         | 0          | 0           | 0          | 3                 | 0                 | 0                 | 0                 | 8          | 0          | 0           | 0          | 36       | 0      | 0           | 0          |
| J. Grabowski   | 25         | 0          | 3           | 0          | 4                 | 1                 | 0                 | 0                 | 7          | 0          | 0           | 0          | 36       | 1      | 3           | 0          |
| R. Gruber      | 12         | 0          | 2           | 0          | 1                 | 0                 | 0                 | 0                 | 1          | 0          | 0           | 0          | 14       | 0      | 2           | 0          |
| H. Gulich      | 0          | 0          | 0           | 0          | 0                 | 0                 | 0                 | 0                 | 0          | 0          | 0           | 0          | 0        | 0      | 0           | 0          |
| B. Hölzenbein  | 29         | 11         | 1           | 0          | 4                 | 5                 | 0                 | 0                 | 9          | 3          | 1           | 0          | 42       | 19     | 2           | 0          |
| H. Karger      | 23         | 9          | 2           | 0          | 4                 | 1                 | 0                 | 0                 | 10         | 5          | 0           | 0          | 37       | 15     | 2           | 0          |
| C. Körbel      | 32         | 4          | 2           | 0          | 4                 | 0                 | 0                 | 0                 | 12         | 0          | 0           | 0          | 48       | 4      | 2           | 0          |
| M. Künast      | 2          | 1          | 0           | 0          | 0                 | 0                 | 0                 | 0                 | 0          | 0          | 0           | 0          | 2        | 1      | 0           | 0          |
| W. Lorant      | 26         | 1          | 6           | 1          | 3                 | 1                 | 0                 | 0                 | 11         | 2          | 1           | 0          | 40       | 4      | 7           | 1          |
| S. Lottermann  | 25         | 3          | 0           | 0          | 3                 | 1                 | 0                 | 0                 | 4          | 1          | 0           | 0          | 32       | 5      | 0           | 0          |
| H. Müller      | 25         | 1          | 1           | 0          | 2                 | 0                 | 0                 | 0                 | 10         | 1          | 0           | 0          | 37       | 2      | 1           | 0          |
| N. Nachtweih   | 32         | 7          | 5           | 0          | 4                 | 0                 | 0                 | 0                 | 11         | 1          | 0           | 0          | 47       | 8      | 5           | 0          |
| W. Neuberger   | 32         | 1          | 2           | 0          | 3                 | 0                 | 1                 | 0                 | 12         | 1          | 0           | 0          | 47       | 2      | 3           | 0          |
| B. Nickel      | 26         | 6          | 0           | 0          | 3                 | 2                 | 1                 | 0                 | 7          | 3          | 0           | 0          | 36       | 11     | 1           | 0          |
| J. Pahl        | 9          | 0          | 0           | 0          | 1                 | 0                 | 0                 | 0                 | 4          | 0          | 0           | 0          | 14       | 0      | 0           | 0          |
| C. Peukert     | 1          | 1          | 0           | 0          | 0                 | 0                 | 0                 | 0                 | 0          | 0          | 0           | 0          | 1        | 1      | 0           | 0          |
| B. Pezzey      | 14         | 3          | 1           | 1          | 2                 | 1                 | 0                 | 0                 | 12         | 2          | 0           | 0          | 28       | 6      | 1           | 1          |
| P. Reichel     | 0          | 0          | 0           | 0          | 0                 | 0                 | 0                 | 0                 | 0          | 0          | 0           | 0          | 0        | 0      | 0           | 0          |
| F. Schaub      | 6          | 0          | 0           | 0          | 1                 | 0                 | 0                 | 0                 | 1          | 1          | 0           | 0          | 8        | 1      | 0           | 0          |
| W. Trapp       | 8          | 0          | 0           | 0          | 0                 | 0                 | 0                 | 0                 | 3          | 0          | 0           | 0          | 11       | 0      | 0           | 0          |
| C. Zick        | 1          | 0          | 0           | 0          | 0                 | 0                 | 0                 | 0                 | 0          | 0          | 0           | 0          | 1        | 0      | 0           | 0          |